# Norbert Trieloff
Norbert Trieloff (* 24. srpna 1957, Rostock) je bývalý východoněmecký fotbalista, obránce.

## Fotbalová kariéra
Ve východoněmecké oberlize hrál za Berliner FC Dynamo a 1. FC Union Berlin. Nastoupil ve 281 ligových utkáních a dal 14 gólů. S Berliner FC Dynamo získal devětkrát mistrovský titul. V Poháru mistrů evropských zemí nastoupil ve 29 utkáních a dal 2 góly a v Poháru UEFA nastoupil ve 4 utkáních. Za reprezentaci Východního Německa (NDR) nastoupil v letech 1980-1984 v 18 utkáních a dal 1 gól. V roce 1980 byl členem stříbrného východoněmeckého týmu na LOH 1980 v Moskvě, nastoupil ve všech 6 utkáních.

## Ligová bilance
| Ročník          | Zápasy | Góly | Klub               |
| --------------- | ------ | ---- | ------------------ |
| I. liga 1974/75 | 3      | 0    | Berliner FC Dynamo |
| I. liga 1975/76 | 11     | 0    | Berliner FC Dynamo |
| I. liga 1976/77 | 8      | 0    | Berliner FC Dynamo |
| I. liga 1977/78 | 26     | 0    | Berliner FC Dynamo |
| I. liga 1978/79 | 26     | 0    | Berliner FC Dynamo |
| I. liga 1979/80 | 26     | 2    | Berliner FC Dynamo |
| I. liga 1980/81 | 26     | 4    | Berliner FC Dynamo |
| I. liga 1981/82 | 26     | 1    | Berliner FC Dynamo |
| I. liga 1982/83 | 25     | 1    | Berliner FC Dynamo |
| I. liga 1983/84 | 16     | 3    | Berliner FC Dynamo |
| I. liga 1984/85 | 26     | 1    | Berliner FC Dynamo |
| I. liga 1985/86 | 17     | 1    | Berliner FC Dynamo |
| I. liga 1986/87 | 10     | 0    | Berliner FC Dynamo |
| I. liga 1987/88 | 15     | 0    | 1. FC Union Berlin |
| I. liga 1988/89 | 20     | 1    | 1. FC Union Berlin |
| CELKEM I. liga  | 281    | 14   |                    |